# I filibustieri della finanza
I filibustieri della finanza (The Power and the Prize) è un film del 1956 diretto da Henry Koster.